# غناء (اسم)
غناء هو اسم علم مؤنث من أصل عربي، ومعناه هو الاعتزاز بالمناقب والشمائل، والجود العظمة، وهم يسمونها بذلك كي يفتخروا بها.

## وصلات خارجية
- موسوعة السلطان قابوس لأسماء العرب نسخة محفوظة 5 أبريل 2019 على موقع واي باك مشين.